# Ava (Myanmar)
Ava (of Inwa) is een voormalige stad in Myanmar op een eiland in de nabijheid van het huidige Mandalay. Het is de hoofdstad geweest van verschillende rijken.
Ava was de tweede hoofdstad van het rijk van de Shan in Myanmar. Na de invallen van de Mongolen in 1287 was het Eerste Birmaanse koninkrijk uiteengevallen in diverse staatjes en in het noorden van het land stichtten de Shan een rijk met als hoofdstad Sagaing. In 1364 werd de hoofdstad naar Ava verplaatst.
Later werd Ava de hoofdstad van het Tweede Birmaanse koninkrijk (1539-1752). De eerste hoofdstad was Pegu. In 1635 werd de hoofdstad overgebracht naar Ava. In 1740 kwamen de Mon in opstand en verjoegen de Birmanen in 1752 uit Ava en maakten daarmee een einde aan het Tweede Birmaanse koninkrijk.
Maar de Mon werden in 1752 al gauw teruggeslagen door de Birmanen onder een nieuwe leider Alaungpaya, die zich tot koning uitriep en daarmee het Derde Birmaanse koninkrijk (1752-1885) stichtte. Hij verenigde met harde hand de Birmese volken onder één rijk. Gedurende het Derde Birmaanse koninkrijk werd de hoofdstad regelmatig verplaatst: in 1783 van Ava naar Amarapura, in 1813 weer terug naar Ava en in 1841 weer naar Amarapura. Deze verplaatsing was het gevolg van een verwoestende aardbeving in 1838.

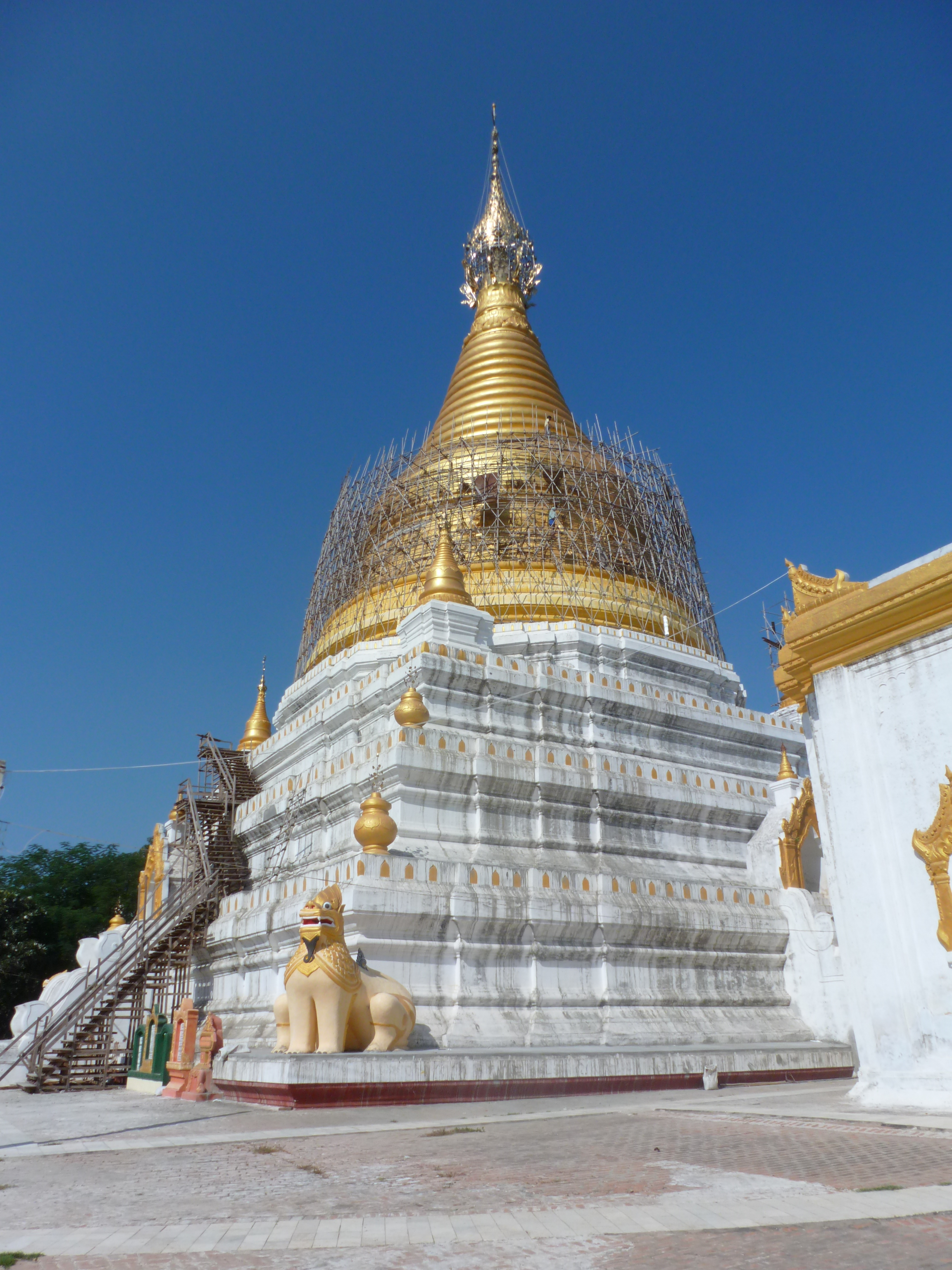
Lawka Tharahpu Pagoda.
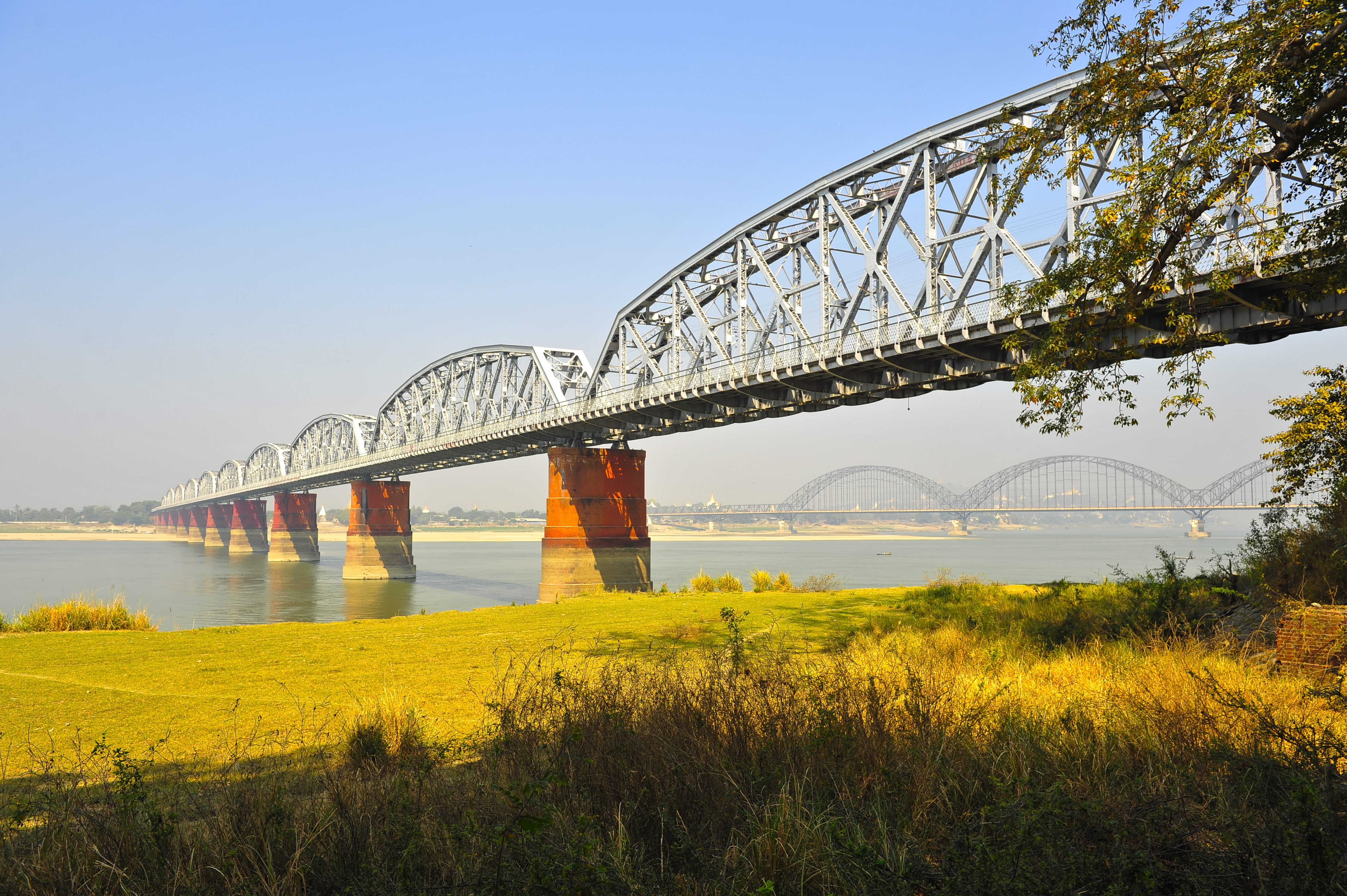
Ava-brug.
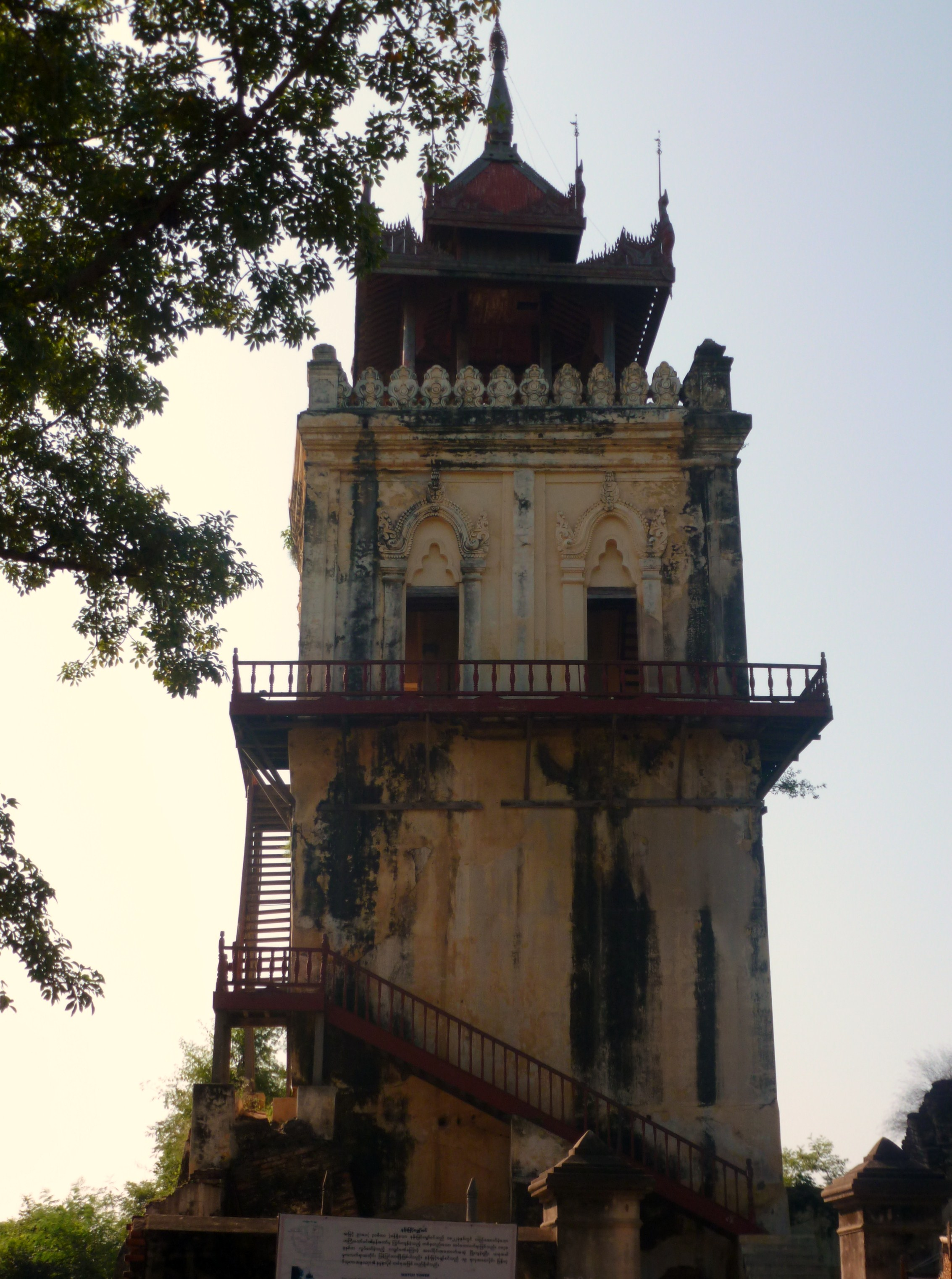
Paleis van Ava.
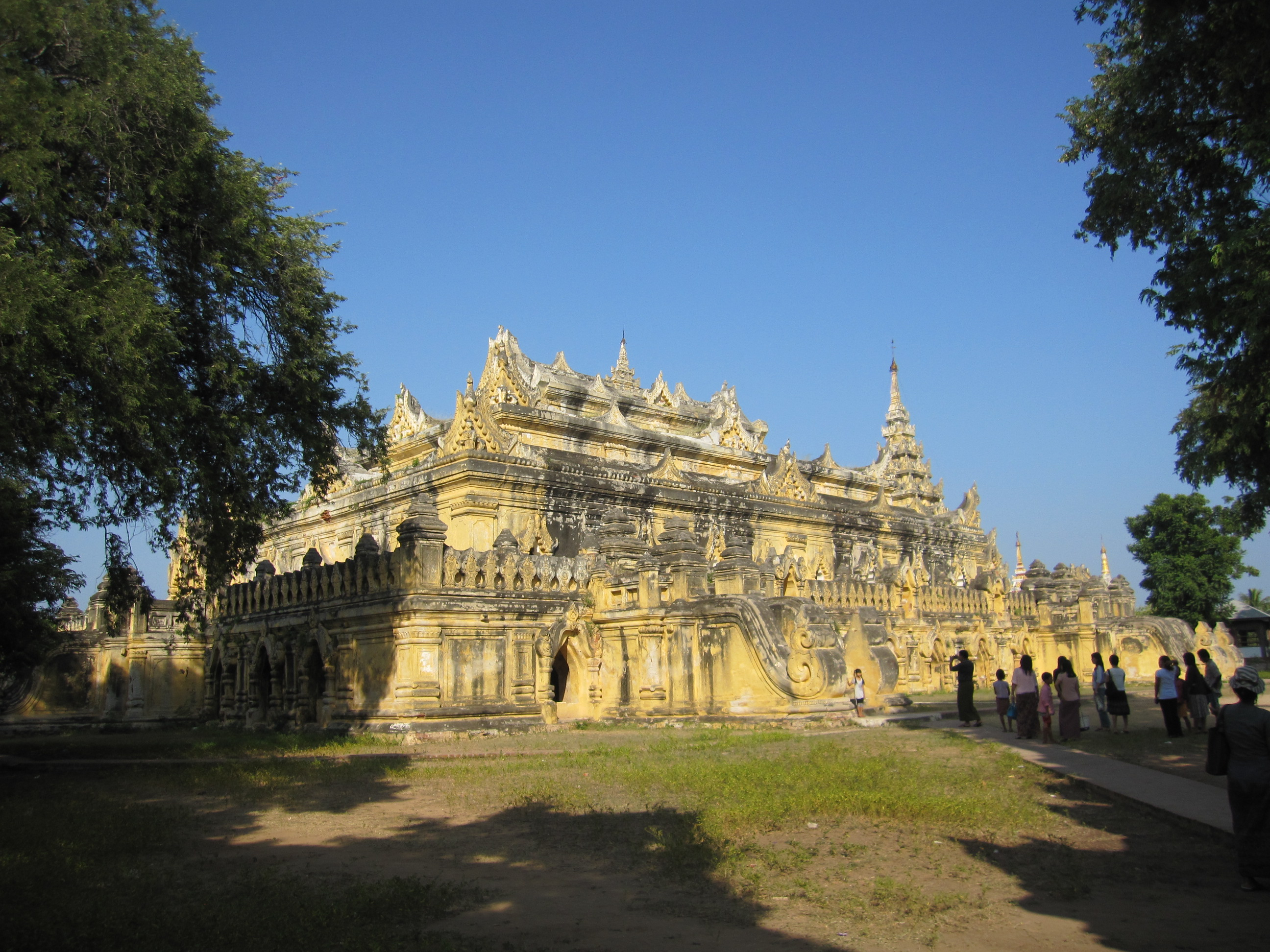
Maha Aungmye Bonzan klooster.
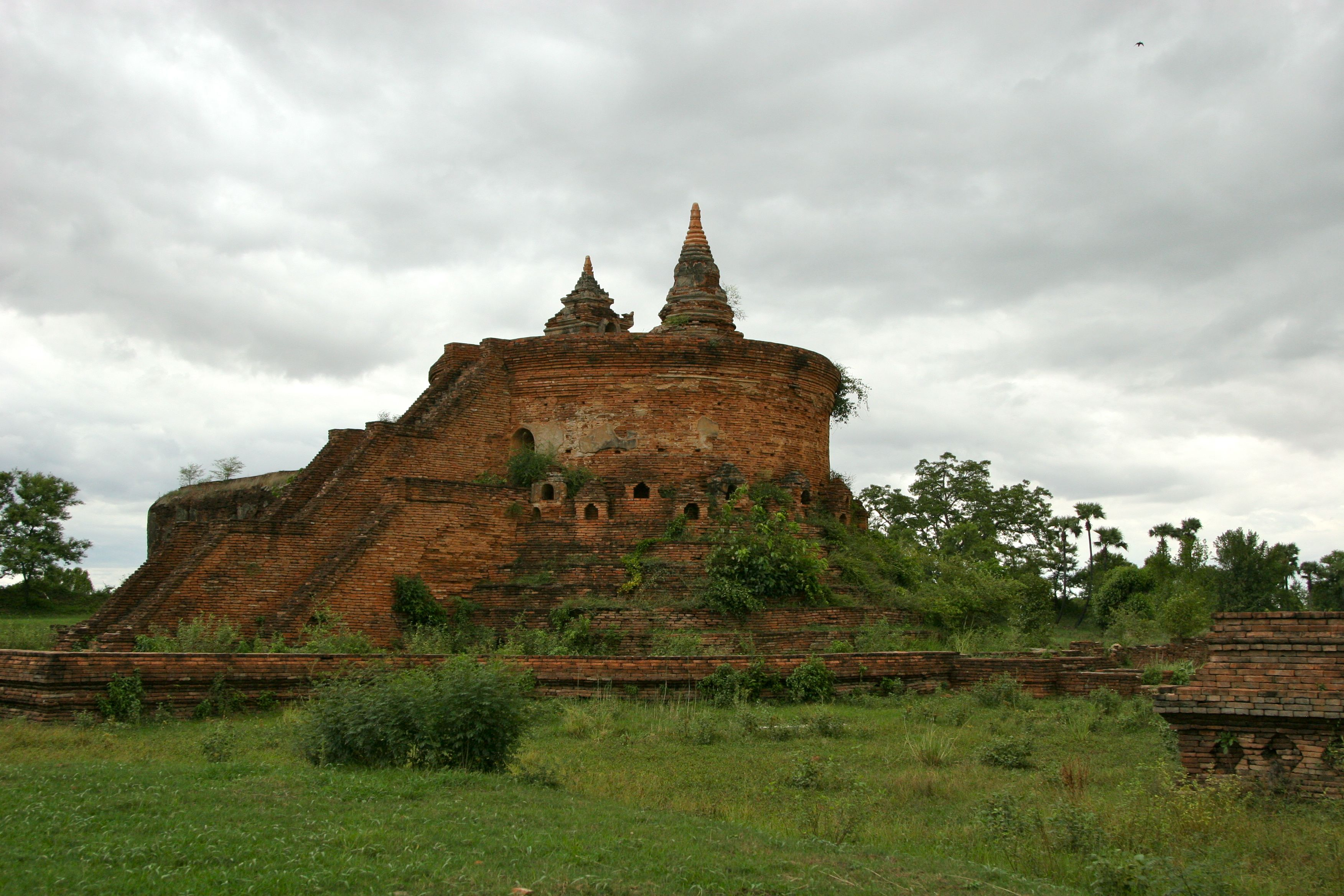
Ruïne in de oude stad.